# Minimización paramétrica de costos
La minimización paramétrica de costos es un algoritmo que pretende resolver el óptimo lineal de un grafo. Aplicando la teoría de grafos se puede determinar un proceso matemático que permita hallar el valor óptimo de los costos de un grafo.

## Introducción
Sea la ecuación de la pendiente así:
{\displaystyle y-y_{o}=m(x-x_{o})}
y haciendo la identidad con las variables que posee el sistema pert-cost:
{\displaystyle f(_{ij})-CN_{ij}=a_{ij}(t_{ij}-TN_{ij})}
dónde:
{\displaystyle CN_{ij}=} Costo normal por actividad.
{\displaystyle t_{ij}=} Tiempo de producción por actividad.
{\displaystyle TN_{ij}=}Tiempo normal por actividad.

## Identidades de las variables
{\displaystyle f(t_{ij})=a_{ij}*t_{ij}+b_{ij}\qquad \forall actividad(_{ij})\in arco}
{\displaystyle a_{ij}={\frac {CN_{ij}-CL_{ij}}{TN_{ij}-TL_{ij}}}\qquad \forall actividad(_{ij})\in arco}
{\displaystyle b_{ij}={\frac {{CL_{ij}*TN_{ij}}-{CN_{ij}*TL_{ij}}}{TN_{ij}-TL_{ij}}}\quad \forall actividad(_{ij})\in arco}

## Función objetivo
Como el propósito es reducir al máximo los costos, se debe minimizar la función, para hallar los valores más pequeños en cuanto al costo, dentro de la ruta crítica.
{\displaystyle MinF=\sum _{i=1}^{n}(a_{ij}*t_{ij}+b_{ij})}
Reorganizando la ecuación:
{\displaystyle MinF=\sum _{i=1}^{n}(a_{ij}*t_{ij})+\sum _{i=1}^{n}(b_{ij})}

### Restricciones
{\displaystyle T_{j}-T_{i}-t_{ij}\geq 0\qquad } siempre y cuando {\displaystyle \qquad TL_{ij}\leq t_{ij}\leq TN_{ij}}
{\displaystyle t_{ij}\geq 0}
{\displaystyle T_{i}\geq 0}